# فلیسیانو ویرا

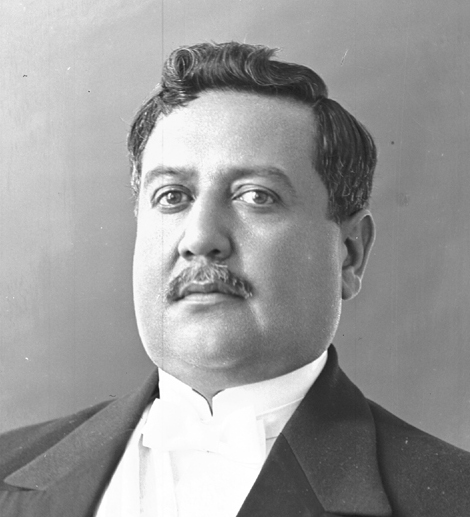

فلیسیانو ویرا (به انگلیسی: Feliciano Viera) (زاده ۸ نوامبر ۱۸۷۲ – درگذشته ۱۳ نوامبر ۱۹۲۷) یک شخصیت سیاسی اهل اروگوئه بود.

## پیشینه
او یکی از اعضای حزب کلرادو و از نزدیکان رئیس جمهور سابق خوزه باتیه‌ای اوردونز بود که، برای مدت‌ها، از اشخاص مطرح در سیاست اروگوئه بود.